# Juan Silvano Godoi
Juan Silvano Godoy Echagüe más conocido como Juan Silvano Godoi o incluso Juansilvano Godói (Asunción, 12 de noviembre de 1850-Asunción, 15 de enero de 1926) fue un bibliotecario, intelectual, político y autor paraguayo de la época de la reconstrucción paraguaya posguerra.

## Infancia y estudios
Nació en Asunción el 12 de noviembre de 1850. Hijo del coronel Juan Vicente Godoy y Petrona Echagüe de Godoy. Su abuelo materno fue el prócer de la independencia Narciso Echagüe y Andía, preso con grillos en las mazmorras del dictador Francia por veinte años y fusilado después de largo martirio.
Juan Silvano cursó sus estudios en el Colegio jesuita de la Inmaculada Concepción de la ciudad de Santa Fe, Argentina, donde fue condiscípulo de José Zorrilla de San Martín. En las vacaciones de 1864, se hallaba en Asunción; por una feliz excepción y debido a su corta edad, Francisco Solano López le autorizó a seguir sus estudios en la Argentina. De esta suerte, pudo escapar, acompañado de dos hermanos, de la guerra en la que perecieron dieciséis miembros de la familia Echagüe, algunos de ellos meritorios combatientes en la contienda.
Ingresó a la Facultad de Derecho de la Universidad de Buenos Aires, permaneciendo allí durante el desarrollo de la guerra. En enero de 1869, producida la ocupación de Asunción, interrumpió sus estudios para trasladarse en compañía de un grupo de jóvenes, a ayudar en la reconstrucción de su patria. Juan Silvano Godoy, fue el representante libre pensador de la época, fue brillante intelectual de la época de la reconstrucción Nacional Paraguaya en la turbulencia posguerra.

## Posguerra
El joven Juan Silvano había pasado a substituir la «y» griega por la «i» latina no solamente en su apellido, sino en toda la extensión de sus escritos. Le cupo la suerte de compartir la penumbrosa vida de la posguerra. Su carácter violento, ardoroso e idealista le impidió substraerse de la anárquica y turbulenta política, aun así, no cejó en su empeño de llevar a cabo el concierto necesario para la reconstrucción institucional. El ambiente plagado de discordias y falsedades, no era el adecuado para intentar tan preciada tarea; se halló más bien ante un horno donde se incineraban las mejores intenciones. El puñal y el exilio marcaban la suerte de los que pretendían consolidar el orden nacional.
En ese hervidero de pasiones, Godoi supo alternar con otros jóvenes dignos de su cultura y patriotismo.
Su nombre figura al lado de José Segundo Decoud, Facundo Machaín y Juan José Decoud, Cayo Miltos y Miguel Palacios como fundadores del Gran Club del Pueblo. Fue testigo de la desaparición temprana de sus contemporáneos y compañeros de ilusiones.
Electo convencional por el distrito de la Catedral, integró la comisión redactora del proyecto de la Constitución de 1870. Disuelto el Triunvirato por renuncia de dos de sus miembros, el gobierno recayó en la persona de Cirilo Antonio Rivarola. 
Surgió, en ese medio caótico y sangriento, de golpes y contragolpes, la estampa de un caudillo de arrastre popular, ambicioso, reaccionario y conservador, Juan Bautista Gill.
Godoi, declarado opositor, especialmente después de ocurrido el asesinato de su hermano Marcos, actuó desde entonces como factor de la trama urdida para eliminar al siniestro presidente. El asesinato ocurrió en plena calle, el 12 de abril de 1877 y en el hecho se hallaron comprometidos su hermano Nicanor, Matías Goyburú y José Dolores Molas, el legendario “Pai-Loló” de la pasada guerra.

## Exilio
Luego de producido el acontecimiento, Godoy vivió un larguísimo exilio por dieciocho años en Buenos Aires. Su comportamiento de hombre culto y educado la abrieron las puertas para alternar con selectas mentes como Aristóbulo del Valle, Ramón Cárcano, Guido Spano, Mariano Pelliza y otros. 
Cargado de resentimientos no dejó de preocuparse por el destino de su patria. Alentó todas las tentativas revolucionarias organizadas para llegar al Paraguay y derribar al gobierno como la de 1889. Pero reconocía que sus sueños de guerrero no le llevarían a resultados positivos.
Se empeñó en fortalecer su posición personal. Obtuvo con los años una holgada existencia, llena de comodidades y con capital suficiente para adquirir obras de arte, libros y manuscritos para su futura biblioteca. Viajó a la culta Europa donde a más de absorber la profundidad y el sabor de la inteligencia romántica y versallesca, pudo adquirir una valiosa pinacoteca que incorporó a sus colecciones.
Surgió del temperamental Juan Silvano un escritor con luces direccionadas a expresar su patriotismo, en una forma de resarcimiento espiritual. Pero la vida le deparó infortunios que pesaron en su compleja personalidad. La muerte de su hija Haidée y posteriormente la su hijo Sila, en la revolución de 1904, le ocasionaron profunda consternación.

## Su regreso
En 1885, durante el gobierno del coronel Escurra, retornó al país. Godoy trajo consigo su biblioteca de cerca de veinte mil volúmenes, cuadros de artistas reconocidos y dos libros de su autoría que puso a disposición de su patria, en una actitud que demostraba el amor a su tierra a pesar del prolongado extrañamiento.
En 1901 fue nombrado director general de la Biblioteca, Museo y Archivo de la Nación.
En 1910, en el centenario de la independencia argentina, representó al Paraguay en el XVII Congreso de Americanistas y en 1911 fue ministro plenipotenciario en el Brasil.

## Obras
Fecundo escritor, avezado y polémico periodista dejó abundante material de su autoría, entre las que se destacan:
- Monografías históricas (1893)
- Operaciones de Guerra del general José Eduvigis Díaz (1897)
- El concepto de patria (1998)
- El coronel Juan Antonio Escurra (1903)
- La muerte del Mariscal López (1905)
- El Barón de Río Branco (1913)
- El asalto a los acorazados (1919)

## Muerte y legado

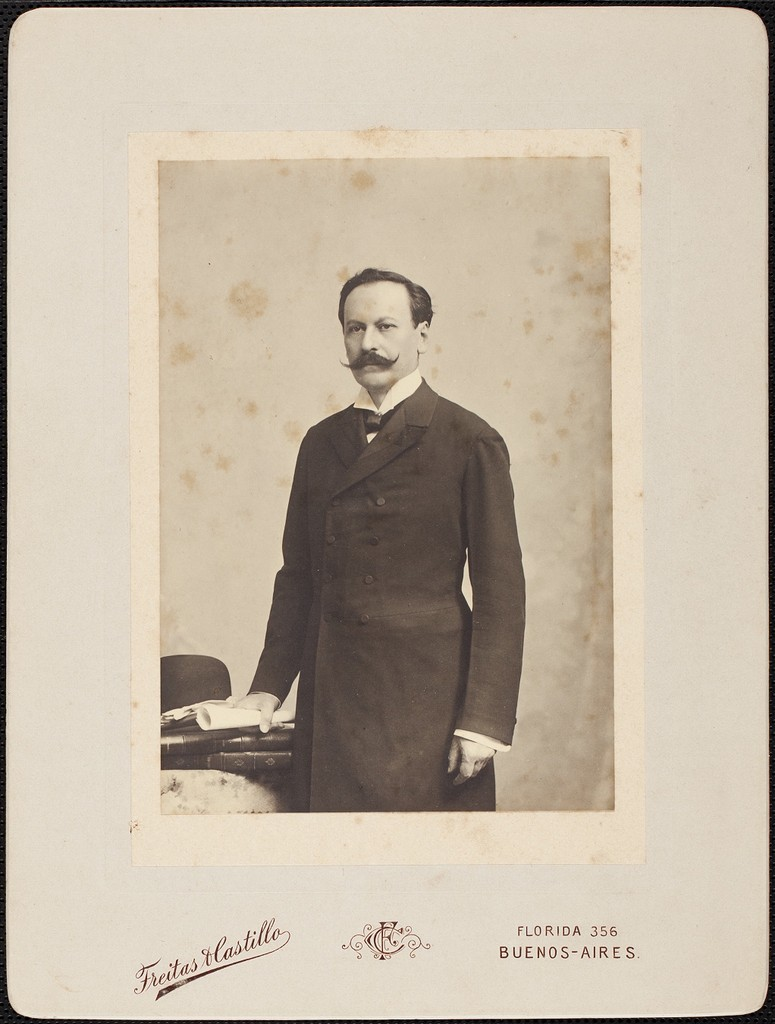

Godoi falleció en enero de 1926 en Asunción. La madre de sus hijos fue Bienvenida Rivarola.
Dice Justo Pastor Benítez: “Juan Silvano Godoi era director de la biblioteca, el archivo y el museo, pero esas tres cosas se sintetizaban en él, porque Godoi era un libro abierto, un archivo viviente y un objeto de museo. Había tenido una vida novelesca y aventurera, pródiga en episodios pintorescos. Alcanzaba ya edad avanzada, pero se mantenía aún fuerte y activo. Vestía con elegancia anacrónica y cruzaba por las calles de la Asunción, erecto y ágil, en la diestra el bastón de puño de oro y en la cabeza el sombrero hongo. Vivía enfundado en el pasado, y sabía hacerlo revivir en su amena conversación, no exenta de evocaciones picarescas”.